# Hradčany (Praga)

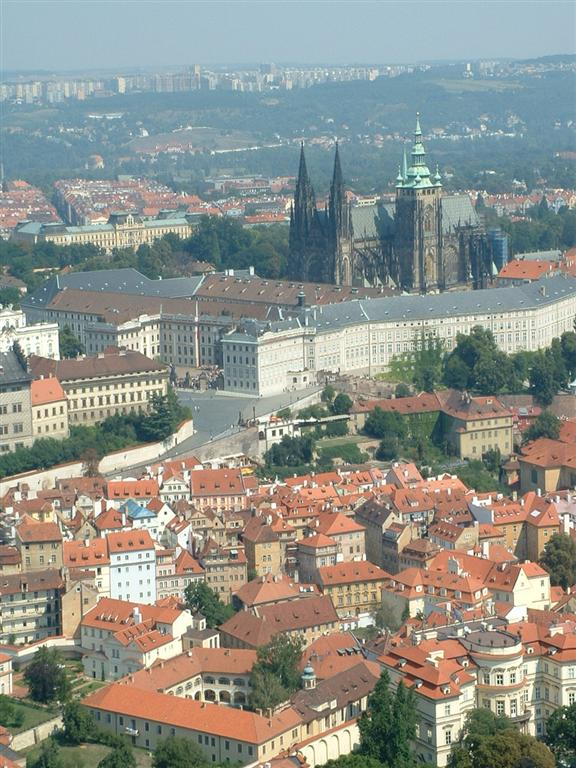
Hradčany vista da Torre Petřín

Hradčany em alemão: Hradschin), ou o  Distrito do Castelo é uma parte da cidade de Praga, República Checa, que fica no entorno do Castelo de Praga.
É considerado o maior castelo do mundo com seus cerca de  570 m de comprimento por 130 m médios de largura. Suas origens estão no século IX e em sua área se encontra a Catedral de São Vito.
A maior parte do distrito consiste de nobres e  históricos castelos de Praga, mas há também outras atrações para visitantes: refúgios românticos, locais tranquilos , paisagens lindas.
Hradčany era uma cidade independente até 1784, quando as quatro cidades (bairros) que até então constituíam a área urbana de Praga foram proclamadas com integradas e pertencentes à capital dos Tchecos. As outras três eram: Malá Strana (em alemão: Kleinseite), Staré Město (em alemão: Altstadt) e Nové Město (em alemão: Neustadt).